# Plesiomma macra
Plesiomma macra là một loài ruồi trong họ Asilidae. Plesiomma macra được Loew miêu tả năm 1861. Loài này phân bố ở vùng Tân nhiệt đới.